# Astroplegma
Astroplegma is een geslacht van slangsterren uit de familie Gorgonocephalidae.

## Soorten
- Astroplegma expansum Döderlein, 1927